# Tabernaemontana dichotoma
Tabernaemontana dichotoma là một loài thực vật có hoa trong họ La bố ma. Loài này được Roxb. ex Wall. miêu tả khoa học đầu tiên năm 1829.